# Инге Нилсон
 Инге Нилсон (швед. Inge Nilsson; 19. октобар 1918 — 7. август 2000) био је шведски атлетичар који се такмичио у спринтерским дисциплинама. Био је члан Спортског друштва Гета из Карлсбада.
На 3. Европском првенству у атлетици на отвореном 1946. у Ослу са шведском штафетом 4 х 100 мртара освојио је златну медаљу резултаром 41,5 секунди.  Штафета је трчала у сасзтаву Стиг Данијелсон, Нилсон, Оле Лешер и Стиг Хокансон.